# Сенгилеевский уезд
Сенгилеевский уезд — административно-территориальная единица Симбирской губернии, существовавшая в 1780—1924 годах. Уездный город — Сенгилей.

## Географическое положение
Уезд располагался на юго-востоке Симбирской губернии, на склонах Приволжской возвышенности. Восточной границей уезда с Самарской губернией являлась река Волга. Площадь уезда составляла в 1897 году 5 408,3 верст² (6 155 км²).

## История
В конце XV века на юге Сенгилеевского уезда обитали ногайцы, давшие имя урочищу Ногайский Брод (впервые упомянут в 1480 году, позднее там выросло село Шигоны). Не позднее XVI века здесь появляются казаки. В Новом Энциклопедическом Словаре Брокгауза и Ефрона (НЭСБЕ) есть ссылка на предание о казачьих «посёлках в нынешнем Сенгилеевском уезде», существовавших ещё «при Грозном» и, без сомнения, принадлежавших к Волжскому казачьему войску (ВКВ), разгромленному опричниками в 1570-х годах. T. Г. Масленицкий в «Топографическое описание Симбирского наместничества / Сенгилеевский уезд/» (1785 г.) даёт скупое перечисление древностей Сенгилеевского уезда: 
Знаменитых урочищ, переданных историками потомству не имеется. А находятся только около берегов волжских остатки земляных окопов нижеследующие: 
- 1. От деревни Сенькиной - в трёх верстах на мысу к Волге старинный отделённый от степи не малым рвом;
- 2. При деревне Малой Бектяшке - в длину 60, в ширину 35 сажен;
- 3. При селе Мордове - в длину 60, в ширину 20 сажен;
- 4. От деревни Елаур в 5 верстах, называемый по-чувашски Холавыри-Кереметь или Холавыртный Кереметь, а по российски городок и молбище, лежит между крутым оврагом и речкою Елауром в длину на 300, в ширину на 120 сажен;
- 5. В дачах села Николаевского, Тукшум тож, на выдавшимся мысу немалой высоты, коего перешеек прокопан глубоким рвом на 60 сажен длины;
- 6. В дачах села Буерака два окопа по близости один от другого; первый длиною 120, поперек 108 сажен, а второй в длину - 121, поперек 52 сажени;
- 7. В дачах города Сенгилея между речкой Тушнинкой и дорогою, идущей от Сенгилея в село Тушну старый глубокий ров версты на три;
- 8. Против села Криуш за речкою Тушною до речки Арбужки находится земляное укрепление в четыре ряда, первые два в расстоянии трёх сажен; другие два от первых в 52 саженях, вся длина укреплённого места 100, а поперек 29 сажен;
- 9. Перешед реку Арбужку от помянутого укрепления в 200 саженях при Волге имеется гора не малой высоты с отделённым и возвышенным мысом, который перекопан рвом, ограждённое валом место в длину 47, поперек 40 сажен.
- 10. В тех же дачах, идущих вверх по Волге, верстах в двух от изъяснённых укреплений, находится другое, обведённое двойным валом, в длину 120, поперек 70 сажен;
- 11. в дачах села Кременок, вверх по Волге, на высокой горе - земляное, в два ряда укрепление, длиной во 100, шириной в 50 сажен, остатков же каменного или деревянного в них строения не видно, рвы обвалились и не глубже теперь как от 1 до трёх аршин.

О крепостных строениях - оные жители утверждают, то они прежде ещё владения россиян построены были, а кем и какие звания имели, неизвестно.
 Относительно объектов 1-2 и 5-11 можно предположить, что какая-то часть их (если не все они) принадлежала 1-му Волжскому казачьему войску…
Последующая история Сенгилеевского уезда опирается уже на конкретные имена и факты.
В 1645 году невдалеке от нынешнего города Сенгилея казаком Тушиным было основано село Тушна. От него получила своё название речка Тушенка. После основания в 1648 году воеводой Б. М. Хитрово крепости Синбирск (позже — Симбирск, Ульяновск), тушинским казакам было поручено «раннее оповещение Синбирской крепости о появлении неприятеля». Среди жителей Тушны имелись и беглые крестьяне.
В 1666 году основана была Сенгилеевская слобода. «С целью защиты от нападений кочевников русских поселений, расположенных южнее Симбирской укрепленной черты, симбирский стольник и воевода князь Иван Иванович Дашков основал на правом берегу, вдоль старого городища, между речки Тушенки и Сенгилейки, по Самарской дороге, Сенгилеевскую слободу и поселил здесь белоярских захребетников Ваську Рыбникова с товарищами, которые записаны были на государеву службу». Название было дано по расположению при впадении в Волгу небольшой реки Сенгилей (ныне Сенгилейка). Гидроним из эрзянского сянг — «приток» и лей — «река».
В 1670 году в Сенгилеевские пределы вступила повстанческая армия Степана Разина, следовавшая на Симбирск.
В самом конце XVII века к сенгилейским казакам были подселены ссыльные стрельцы Бутырского и Выборгского полков.
При уничтожении в 1708 году управления Симбирскою чертою, солдаты прежних выборных полков, при расформировании этих полков, а также станичные казаки, положены были, при первой ревизии, в полный оклад, под названием «пахотных солдат». Тогда же три выстроившиеся вдоль Волги Сенгилеевских слободы (Станичная, Бутырская, Выборная) были объединены в село Покровское (названное по церкви). А сенгилейские казаки и стрельцы были разжалованы в «пахотные солдаты».
В 1769 году князьями Голицыными основана Тереньгульская суконная фабрика.

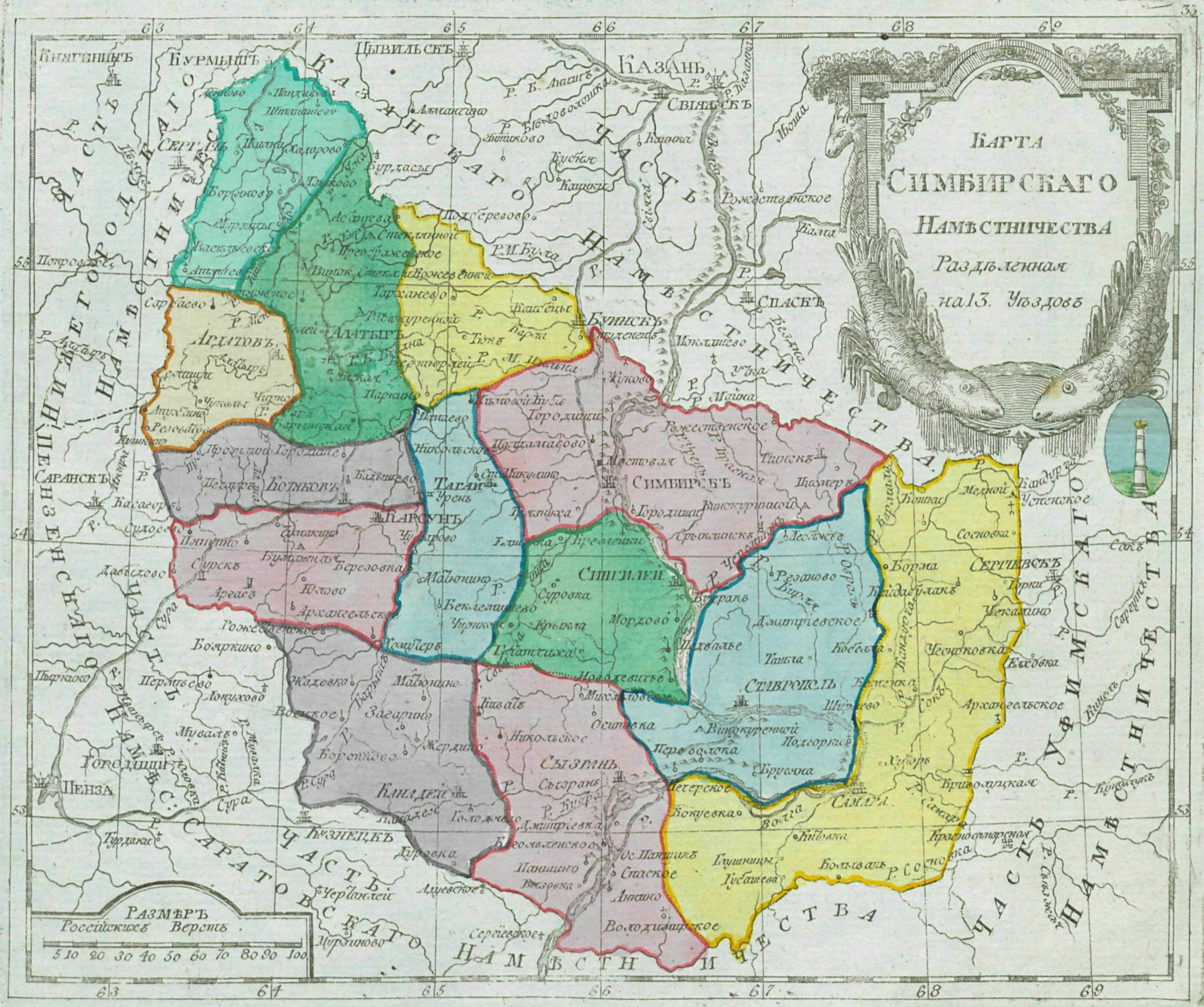
Карта 1792 г. Симбирского наместничества.

В 1774 году через село Покровское прошёл один из отрядов повстанческой армии Е. И. Пугачёва.                                                                                                             
15 сентября 1780 года село Покровское преобразовано в город Сенгилей. Городу дан был герб: «в серебряном поле две большие тыквы с ветвями, означая, как сказано в докладе Правительствующего Сената, изобилие сего рода плода». Сенгилей стал центром вновь учреждённого Сенгилеевского уезда, в составе Симбирского наместничества (в результате реформы Екатерины II). С 1796 года — уезд в составе Симбирской губернии.
В 1798 году уезд был упразднён. По предложению тайного советника Толстого, город Сенгилей из уездного обращён в заштатный, а уезд его распределён между соседними уездами.
В 1802 году Сенгилеевский уезд, при Александре I, вновь был восстановлен (в том числе, за счёт земель упразднённого Тагайского уезда с севера). Во весь последующий дореволюционный период истории Симбирской губернии границы уезда не менялись.

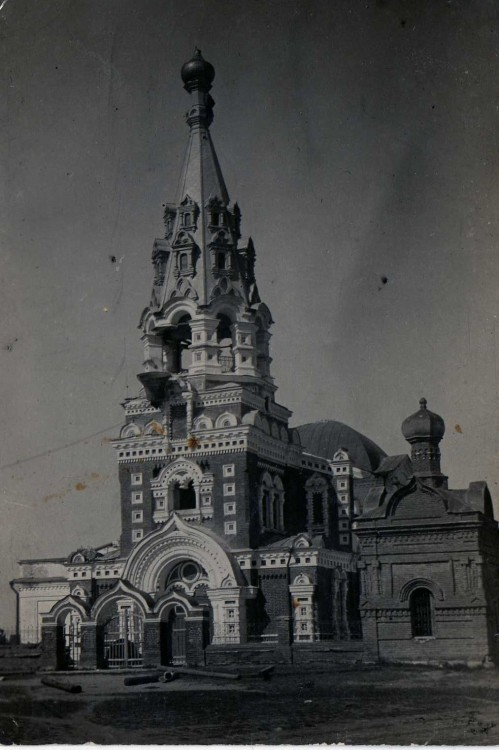
Покровский собор (Сенгилей, утрачен).

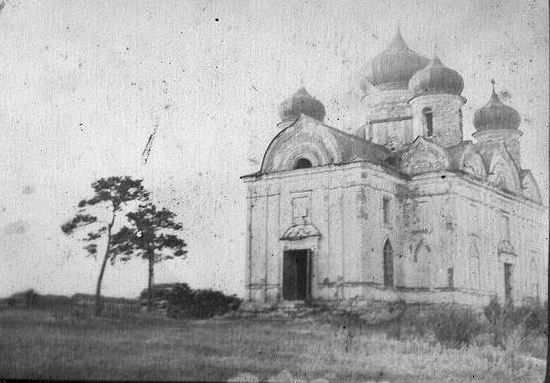
Церковь Николая Чудотворца (Кротково).

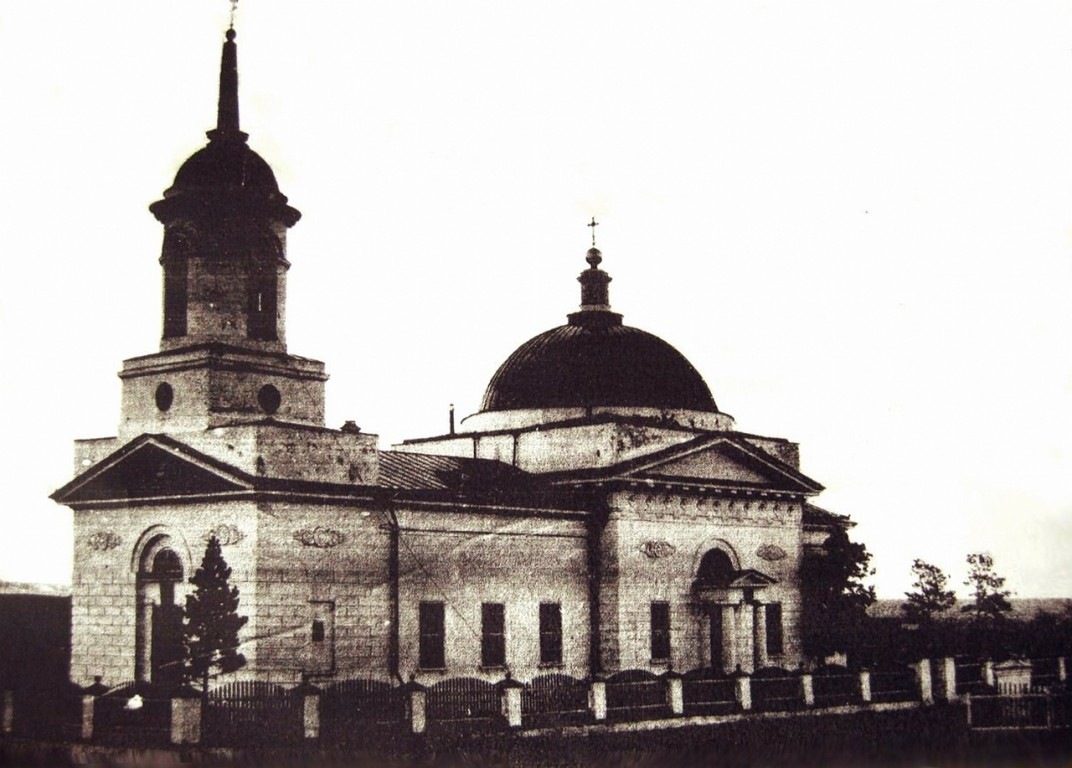
Церковь Рождества Христова (Бекетовка).

Летом и осенью 1812 года в Сенгилее и уезде формировался и проходил обучение один из пяти полков Симбирского ополчения, который с боями дошёл в 1814 году до Гамбурга. 
В 1851 году, при создании Самарской губернии, часть территории Самарского уезда, которая была на правой стороне реки Волга, была перераспределена между Сызранским и Сенгилеевским уездами. 
В 1870 году образовано Сенгилеевское уездное казначейство.
В 1871 и 1875 годах, на хуторе Нагорный у Николая Михайловича Соковнина (1836 — 1880-е), останавливался шотландский и российский художник, первый представитель жанровой художественной фотографии Каррик Вильям Андреевич, который сделал множество фотографий быта местных жителей.

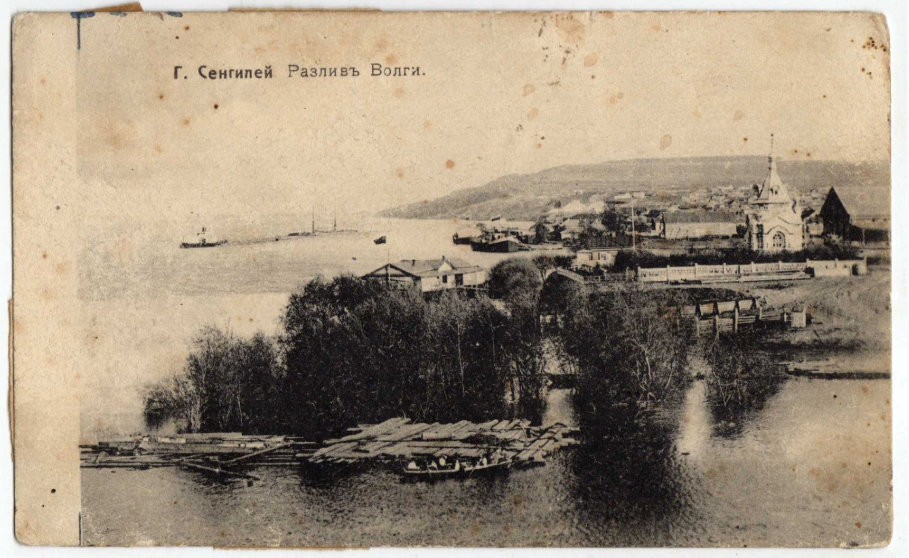
Сенгилей. Разлив Волги. Дореволюционная открытка.

В 1877 году в Сенгилеевском уезде был образован местный комитет Общества попечения о раненых и больных воинах.
В 1881 году в Сенгилеевском уезде появилась эстонская диаспора. Эстонцами, арендовавшими в районе ключа Крутец и речки Лапшанки 95 десятин удельной земли и 13 десятин лугов, основан хутор Лапшанка. Хутор славился высокими урожаями и породистым высокопродуктивным скотом.
В начале 1917 года было организовано Сенгилеевское уездное попечительство по призрению семейств нижних воинских чинов, призванных по мобилизации на действительную военную службу 1915—1917 гг.

В 1918 году крестьяне, казаки и мещане Сенгилеевского уезда приняли участие в борьбе с большевизмом. В городе Сенгилее был сформирован Штаб Сенгилеевской пешей дружины Народной армии. 21 июля отряд Народной армии, под командованием полковника В. О. Каппеля, выбил красных из села Тушна. 22 июля Каппель взял Сенгилей. По воспоминаниям Г. Д. Гая, отступление красных больше напоминало паническое бегство. 
Стремились вывезти все но кой что грамозкое бросали в Волгу.
 — писал Гай.
В 1919 году чекистами были казнены 18 повстанцев, в том числе — 64-летний Никита Павлович Поручиков (бывший член Сенгилеевской земской Управы) и 47-летний Егор Иванович Скрябин.
В 1924 году Сенгилеевский уезд снова был упразднён, его территория разделена между Симбирским и Сызранским уездами.

## Население
По четвёртой Ревизской сказке (1781 г.) в уезде проживало 49915 (25141 м.п. и 24774 ж.п.):[1].
По данным переписи 1897 года в уезде проживало 151 726 чел. В том числе русские — 78,9 %, мордва — 10,7 %, чуваши — 4,6 %, татары — 4,5 %. В городе Сенгилей проживало 5 734 чел.

## Дворяне Сенгилеевского уезда
- Акчурины,
- Бекетовы,
- Бестужевы,
- князья Голицыны,
- графы Зубовы,
- Киндяковы[22],
- Кондрашины,
- Кротовы[23],
- Подгорные,
- Симбирские[24],
- Скребицкие,
- Соковнины[25],
- Тургеневы,
- Чернявские,
- Юрловы[26].

## Административное деление
В 1890 году в состав уезда входило 15 волостей:
| № п/п | Волость                     | Волостное правление  | Число селений | Население |
| ----- | --------------------------- | -------------------- | ------------- | --------- |
| 1     | Бело-Озерская               | с. Белолебяжье Озеро | 8             | 5526      |
| 2     | Горюшкинская                | с. Горюшки           | 13            | 9394      |
| 3     | Карлинская                  | с. Карлинское        | 12            | 7616      |
| 4     | Кузоватская                 | с. Кузоватово        | 10            | 13780     |
| 5     | Мало-Борлинская             | с. Малая Борла       | 7             | 10046     |
| 6     | Ново-Девическая             | с. Новодевичье       | 8             | 12587     |
| 7     | Поповская                   | с. Поповка           | 15            | 12637     |
| 8     | Сенгилеевская               | г. Сенгилей          | 11            | 12948     |
| 9     | Собакинская                 | с. Собакино (Чамбуз) | 7             | 10539     |
| 10    | Старо-Тимошкинская          | с. Старотимошкино    | 2             | 6701      |
| 11    | Старо-Тукшумско-Кротковская | с. Старый Тукшум     | 9             | 10109     |
| 12    | Тереньгульская              | с. Тереньга          | 6             | 10451     |
| 13    | Уваровская                  | с. Дворянское        | 13            | 8744      |
| 14    | Чертановская                | с. Чертановка        | 8             | 9033      |
| 15    | Шигонская                   | с. Шигоны            | 5             | 6226      |

В 1913 году в уезде также было 15 волостей.

## Известные люди
См. статью: Родившиеся в Сенгилеевском уезде
- Каюров, Василий Николаевич